# James Bunstone Bunning
James Bunstone Bunning (Londra, 6 ottobre 1802 – Londra, 2 novembre 1863) è stato un architetto britannico.

## Biografia
James Bunstone Bunning si è formato nell'ufficio di suo padre, il geometra Daniel James Bunning, dall'età di tredici anni.
All'inizio della carriera Bunning fu geometra distrettuale per Bethnal Green, dove costruì la casa di lavoro nel 1840-1842, e, dal 1825 circa, geometra per i proprietari dell'ospedale Foundling.
Proseguì, con lo stesso incarico, presso la Haberdashers Company, la London and County Bank, il Thames Tunnel, il Victoria Life Office e l'acquedotto di Chelsea.
Per gli Haberdashers costruì il Five Bells Hotel, la Railway Tavern, Hatcham Terrace, Albert Terrace e altre strade nella tenuta della Compagnia a New Cross, e per la London and County Bank costruì o convertì molte filiali, comprese quelle a Chatham, Canterbury, Brighton e Leighton Buzzard.
Nel 1839 divenne geometra della London Cemetery Company per la quale lavorò al cimitero di Highgate, forse includendo il progetto delle Terrace Catacombs (1842), e allestì il cimitero di Nunhead (1840) e ne progettò i cancelli e le logge.
Le sue principali opere furono la City of London School, iniziata nell'ottobre 1835, un edificio gotico che ospitava quattrocento alunni; l'Orphan School; il mercato di Billingsgate; la borsa del Carbone e la prigione di Londra; la Holloway Gaol (1815-1822); il London Coal Exchange (1846-1849), che si rivelò come uno dei più interessanti edifici commerciali realizzati in ferro, ghisa e vetro e caratterizzato dal grande salone adibito alle trattative economiche.
Gran parte del suo tempo come architetto di Londra fu dedicato a lavori legati alla valutazione, alla locazione e alla vendita delle proprietà della città. Ha anche esaminato e pianificato molti miglioramenti stradali, tra cui la costruzione della nuova Cannon Street (aperta nel 1854). I suoi progetti non eseguiti ne includevano uno per l'ampliamento del London Bridge.
Un altro compito era quello di fornire decorazioni per il banchetto annuale del Lord Mayor e per gli eventi di stato nella città. Il suo ultimo lavoro è stato la decorazione del London Bridge e di altri edifici per il cerimoniale di benvenuto della principessa Alessandra di Danimarca a Londra.
Dal 1819 inviò i suoi lavori alle esposizioni della Royal Academy.
Dal 1843 fu nominato architetto della Corporation of London, e fu membro dell'Institute of British Architects e della Society of Antiquaries.

## Opere
- Holloway Gaol (1815-1822);
- Ospedale Foundling (1825);
- Haberdashers Company;
- London and County Bank;
- Thames Tunnel;
- Victoria Life Office;
- Acquedotto di Chelsea;
- Five Bells Hotel;
- Railway Tavern;
- Hatcham Terrace;
- Albert Terrace;
- City School, Londra (1835);
- Filiali per la London and County Bank;
- Cimitero di Highgate;
- Cimitero di Nunhead;
- Casa di lavoro, Bethnal Green (1840-1842);
- Orphan School, Londra;
- Mercato di Billingsgate;
- Borsa del Carbone, Londra;
- Prigione di Londra;
- London Coal Exchange (1846-1849).